# IROC XVI

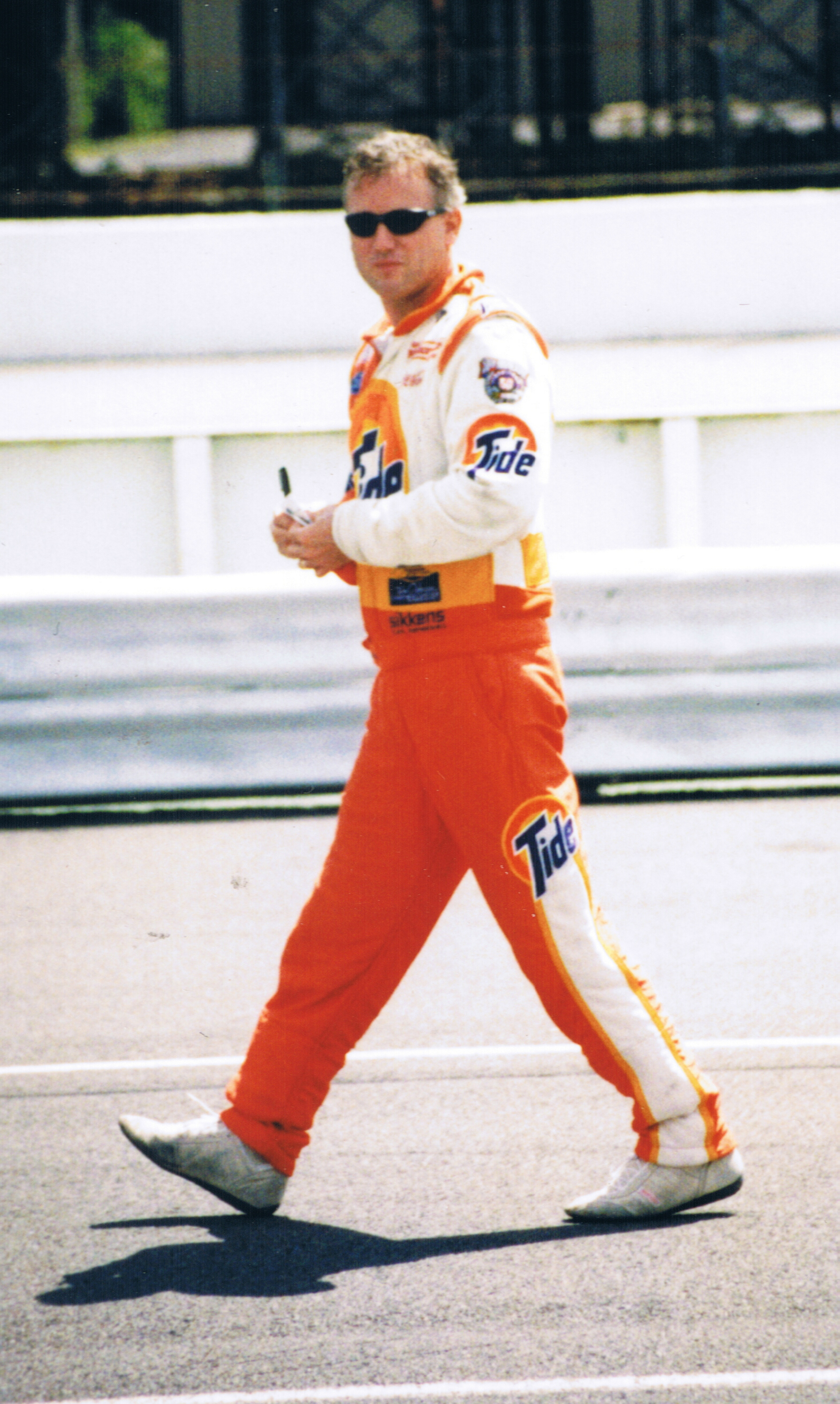
Ricky Rudd en juin 1998.

La 16e édition de l'International Race of Champions, disputée en 1992, a été remportée par l'Américain Ricky Rudd. Tous les pilotes  conduisaient des Dodge Daytona.

## Courses de l'IROC XVI
| Date            | Lieu      | Vainqueur      | Nationalité | Championnat d'origine |
| 14 février 1992 | Daytona   | Dale Earnhardt | États-Unis  | Winston Cup (NASCAR)  |
| 2 mai 1992      | Talladega | Davey Allison  | États-Unis  | Winston Cup (NASCAR)  |
| 1er août 1992   | Michigan  | Geoff Brabham  | Australie   | IMSA                  |
| 15 août 1992    | Michigan  | Al Unser Jr.   | États-Unis  | CART                  |

## Classement des pilotes
| Classement | Pilote         | Pays       | Championnat          | Points |
| ---------- | -------------- | ---------- | -------------------- | ------ |
| 1er        | Ricky Rudd     | États-Unis | Winston Cup (NASCAR) | 68,5   |
| 2e         | Dale Earnhardt | États-Unis | Winston Cup (NASCAR) | 63     |
| 3e         | Al Unser Jr.   | États-Unis | CART                 | 59     |
| 4e         | Rusty Wallace  | États-Unis | Winston Cup (NASCAR) | 47     |
| 5e         | Harry Gant     | États-Unis | Winston Cup (NASCAR) | 46,5   |
| 6e         | Geoff Brabham  | Australie  | IMSA                 | 46     |
| 7e         | Davey Allison  | États-Unis | Winston Cup (NASCAR) | 42     |
| 8e         | Davy Jones     | États-Unis | IMSA                 | 33     |
| 9e         | Scott Pruett   | États-Unis | CART                 | 27     |
| 10e        | Hurley Haywood | États-Unis | IMSA                 | 27     |
| 11e        | Pete Halsmer   | États-Unis | IMSA                 | 22     |
| 12e        | Arie Luyendyk  | Pays-Bas   | CART                 | 21     |

Note: Forfait sur blessure lors des deux dernières manches, Davey Allison a reçu à deux reprises les points de la douzième place malgré ses absences. Même chose pour Pete Halsmer, absent à Talladega.